# COVID-19 в Лихтенштейне
Пандемия COVID-19 достигла Лихтенштейна в начале марта 2020 года. При общей численности населения 38 749 человек (по состоянию на 31 декабря 2019 года) уровень заболеваемости на 29 марта составляет 1 случай на 645 жителей.

## Общие сведения
12 января 2020 года Всемирная организация здравоохранения (ВОЗ) подтвердила, что новый коронавирус стал причиной респираторного заболевания в группе людей в городе Ухань (провинция Хубэй, Китай), о котором ВОЗ узнала 31 декабря 2019 года
Летальность от COVID-19 намного ниже, чем у SARS, пандемия которого произошла в 2003 году, однако заразность нового заболевания намного выше, что приводит к повышенной смертности.

## Хронология

### Февраль 2020
11 февраля правительство Лихтенштейна создало штаб «Новый коронавирус 2019-nCoV», который под председательством правительственного советника Мауро Педраццини будет следить за развитием событий, связанных с новым коронавирусом, и координировать необходимые меры для Лихтенштейна. 26 февраля правительство объявило, что страна уже активно готовится к возможным случаям коронавируса, хотя подтвержденных случаев пока нет. 27 февраля правительство объявило, что были проверены первые два подозреваемых случая в Лихтенштейне, результат отрицательный. Кроме того, население узнало о различных информационных страницах, посвященных новому коронавирусу.

### Март 2020
3 марта в стране был зарегистрирован первый случай заболевания молодого человека, который имел контакт с инфицированным человеком в Швейцарии. У него появились симптомы, и он обратился в государственную больницу, где подтвердили наличие нового вируса. В настоящее время он находится в изоляции в государственной больнице.
16 марта правительство Лихтенштейна наложило значительные ограничения на социальную жизнь в Лихтенштейне, таких как правила проведения мероприятий и запреты на развлекательные мероприятия для замедления распространения вируса в стране. 17 марта (общий запрет на проведение мероприятий и дальнейшие закрытия) и 20 марта (дальнейшее сокращение социальных контактов) правительство ещё ужесточило меры.
21 марта государственная полиция Лихтенштейна объявила, что у трех полицейских в настоящее время положительный результат теста на вирус. Все были отправлены в карантин. К 21 марта в общей сложности 44 человека, живущих в Лихтенштейне, дали положительный результат на вирус.
На 23 марта был зарегистрирован 51 положительный случай. Правительство также объявило, что увеличит количество больничных коек в Лихтенштейне и создаст новый испытательный центр.
На 25 марта 53 человека, живущих в Лихтенштейне, имели положительный результат теста на коронавирус.
26 марта в стране заразился ещё один человек, общее число заражённых достигло 82 человек.

## Статистика

### Инфекции
Правительство Лихтенштейна сообщает на своем веб-сайте в ежедневных уведомлениях о количестве зарегистрированных в стране случаев:
Инфицирования (всего) в Лихтенштейне
Новые случаи инфицирования в Лихтенштейне

### Тесты
Следующие тесты были проведены по подозрительным случаям на основе сообщений правительства Лихтенштейна:
| Дата        | Проведено тестов | Тестов на 10,000 человек |
| ----------- | ---------------- | ------------------------ |
| 27. февраля | 2                | 0,52                     |
| 28. февраля | 5                | 1,29                     |
| 2. марта    | 8                | 2,07                     |
| 3. марта    | 14               | 3,62                     |
| 4. марта    | 16               | 4,14                     |
| 5. марта    | 18               | 4,66                     |
| 6. марта    | 22               | 5,69                     |
| 9. марта    | 24               | 6,21                     |
| 10. марта   | 37               | 9,57                     |
| 11. марта   | 50               | 12,94                    |
| 12. марта   | 57               | 14,75                    |
| 14. марта   | 99               | 25,61                    |
| 23. марта   | 750              | 194,05                   |
| 26. марта   | ~900             | 232,86                   |

## Ограничения для путешественников из Лихтенштейна
На октябрь 2020 года для граждан Лихтенштейна полностью открыты 43 страны, частично открытыми остаются 83 страны и полностью закрыты 72 страны.
Полностью открытые страны: нет официальных ограничений на въезд, но может быть обязательное тестирование или карантин по прибытии.
Частично открытые: въезд в страну зависит от гражданства путешественника, прав на проживание (резидент) или других правил.